# La Loggia
La Loggia est une commune d'environ 8 000 habitants située dans la ville métropolitaine de Turin, dans la région Piémont, dans le Nord-Ouest de l'Italie.

## Administration
| Période                                  | Période  | Identité         | Étiquette | Qualité |
| ---------------------------------------- | -------- | ---------------- | --------- | ------- |
| 2002                                     | En cours | Salvatore Gerace |           |         |
| Les données manquantes sont à compléter. |          |                  |           |         |

### Communes limitrophes
Moncalieri, Vinovo, Carignano.